# Juruaia
Juruaia é um município do estado de Minas Gerais, no Brasil. Localizado no sul do estado, sua população em 2022 foi recenseada em 11 084 habitantes. A área é de 220,353 km² e a densidade demográfica é de 50,30 habitantes por quilômetro quadrado.

## Topônimo
O nome "Juruaia" é de origem tupi, havendo duas hipóteses de interpretação para seu significado:
- "barra mansa";[5]
- "boca com dentes", através da junção de iurú (boca)[carece de fontes?] e ãîa (dente).[6]

## História
Até a chegada dos colonizadores portugueses ao Brasil, no século XVI, a atual região do sul de Minas Gerais era habitada pelos índios puris.
A formação da atual localidade começou a acontecer no final do século XIX, a partir da ocupação iniciada pelo fazendeiro Francisco Antonio Melo. Antes de se tornar um município, em 27 de dezembro de 1948, foi um distrito chamado "São Sebastião da Barra Mansa" e pertencente a Muzambinho.
Juruaia, hoje, é um dos maiores polos produtores de lingerie do país, responsável por cerca de 15 por cento da produção nacional.

## Geografia
Localiza-se no sul do estado de Minas Gerais. Sua temperatura média é de 20 graus centígrados.
A cidade tem dois feriados municipais, sendo um o dia 20 de janeiro (religioso) e outro o 27 de dezembro (aniversário da cidade).

## Religião
Religiões em Juruaia(2010)

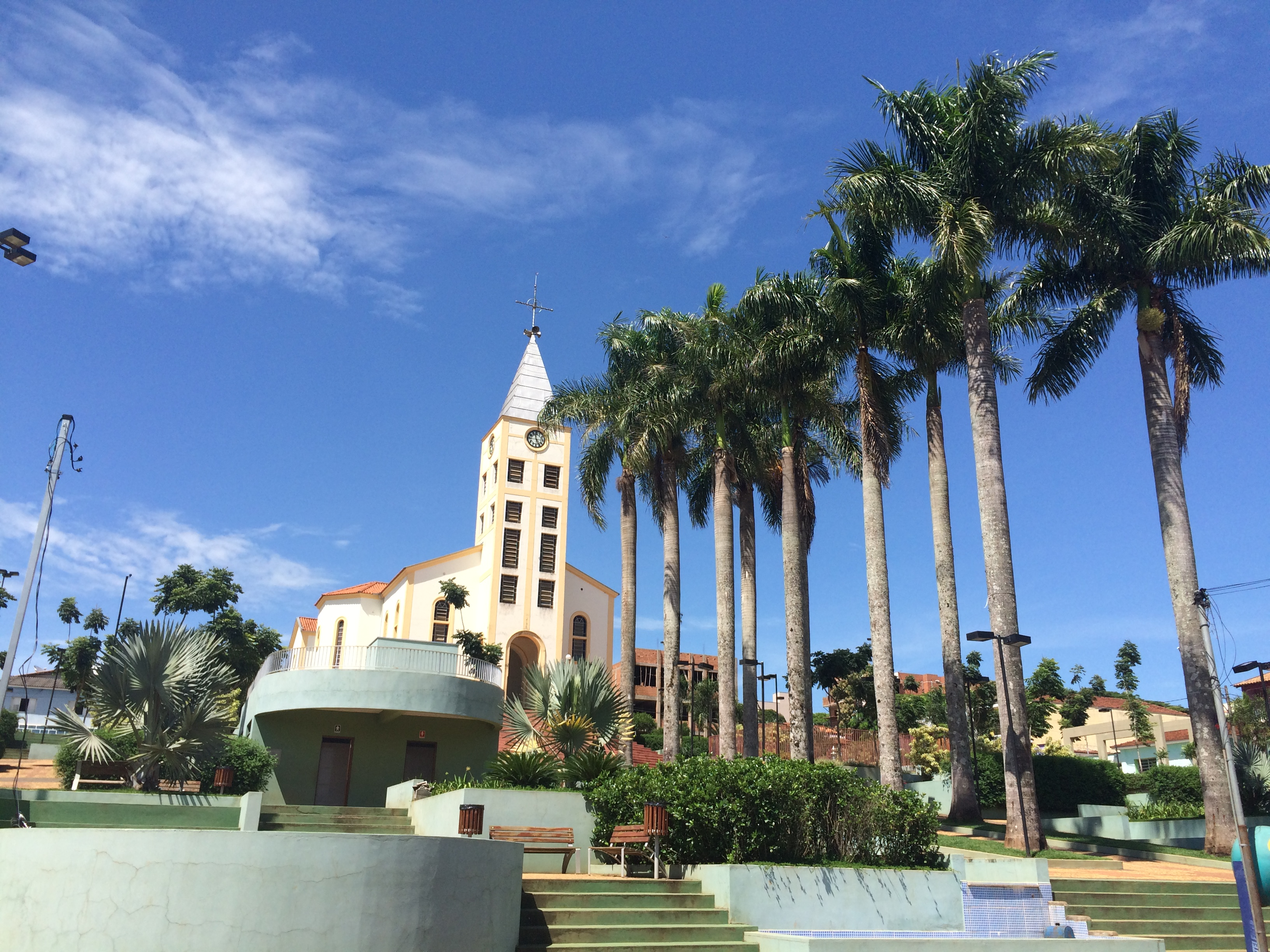
Igreja Matriz de São Sebastião.

Segundo o censo demográfico do Brasil de 2010, 58,5% da população do município eram católicos romanos, 39,0% eram evangélicos, 0,4% eram espíritas e 2,1% não tinham religião.

### Protestantismo
Do percentual de protestantes em Juruaia, 25,1% são pentecostais. As Assembleias de Deus são o maior grupo pentecostal, com 9,3% da população, seguido pela Congregação Cristã no Brasil com 2,1%.

## Etnia
| Cor ou raça | Percentual |
| ----------- | ---------- |
| Branca      | 92,6%      |
| Parda       | 5,6%       |
| Preta       | 1,5%       |
| Amarela     | 0,3%       |